# Une histoire du cinéma
Une histoire du cinéma, qui donna lieu à la publication d'un ouvrage  , est une exposition de films d'avant-garde et de films expérimentaux, présentée en 1976 au CNAC de la rue Berryer, à la Cinémathèque française, puis au Centre Pompidou lors de son ouverture en 1977 (du 17 avril au 30 avril) ,

## Historique
L'exposition présentait 95 artistes, en partant des origines du cinéma jusqu'à des cinéastes contemporains. L'exposition avait été conçue par le cinéaste d'avant-garde autrichien Peter Kubelka, qui était à l'époque le directeur du Österreichisches Filmmuseum de Vienne, et organisée par Alain Sayag du Centre Pompidou.
Le but de l'exposition était, pour reprendre les mots de Kubelka, de présenter au public le « vrai cinéma » , c'est-à-dire le cinéma produit souvent en dehors de l'industrie cinématographique avec des connotations artistiques très marquées. La programmation, très riche, comprenait à la fois les avant-gardes historiques (Dada, Surréalisme, constructivisme), les artistes de l'avant-garde d'après guerre, jusqu'aux cinéastes contemporains liés au New American Cinema ou encore aux cinéastes français contemporains.
Une Histoire du cinéma avait été conçue, à la demande du directeur du Centre, Pontus Hultén, par Peter Kubelka en étroite collaboration avec la critique américaine (à l'époque dans la rédaction de Artforum) Annette Michelson et le conservateur Alain Sayag. Michelson, qui avait rédigé plusieurs articles sur le film expérimental et d'avant-garde, avait par ailleurs conçu en 1974 (du 3 au 24 août) à Montreux une programmation intitulé New Forms in Film et à cette occasion elle avait amené en Europe un grand nombre d'œuvres cinématographiques réalisées par des artistes américains tels Paul Sharits, Ernie Gehr, Stan Brakhage, etc. De nombreuses œuvres sélectionnées par Michelson à cette époque seront présentées à nouveau pendant Une Histoire du cinéma. Une partie de ces films sera achetée par le Centre Pompidou pour constituer la base de ses collections, comme le précise Alain Seban : «Aujourd'hui forte de 1500 titres, la collection des films du Musée national d'art moderne constitue un ensemble unique au monde. Dès 1976, Pontus Hultén, le premier directeur du musée, confiait à un cinéaste, Peter Kubelka, le soin de créer le noyau initial de cette collection, avant qu'à partir de 1982, Jean-Michel Bouhours en prenne la responsabilité. En faisant leur entrée dans les collections nationales, les films intégraient l'univers du musée, au côté de la peinture, de la sculpture, du dessin ou de la photographie et s'inscrivaient ainsi, au-delà des frontières de l'histoire du cinéma, dans le champ élargi de l'art moderne.» ,.

## Organisation
- Peter Kubelka - (conception) Österreichisches Filmmuseum, Vienne.
- Alain Sayag - (organisation) Centre Pompidou, Paris.
- Nathalie Brunet - (assistante à l'organisation) Centre Pompidou, Paris.
- Gisèle Breteau - (assistante à l'organisation) Centre Pompidou, Paris.
- Hélène Kaplan - (assistante à l'organisation) Anthology Film Archives, New York.

## Liste des participants
- Djouhra Abouda
- Chantal Akerman
- Kenneth Anger
- Adolfo Arrieta
- Jean-Pascal Aubergé (dit Jean-Pascal)
- Claude Autant-Lara
- Dominique Avron
- Bruce Baillie
- Alain Bonnamy
- Rodolf Bouquerel
- Stan Brakhage
- Robert Breer
- James Broughton
- Jean Bernard Brunet
- Michel Bulteau
- Luis Buñuel
- Alberto Cavalcanti
- Henri Chomette
- René Clair
- Pierre Clémenti
- Jean Cocteau
- Bruce Conner
- Joseph Cornell
- Douglass Crockwell (en)
- Patrick Delabre
- Maya Deren
- Marcel Duchamp
- Germaine Dulac
- Stephen Dwoskin
- Viking Eggeling
- Sergueï Eisenstein
- Claudine Eizykman (en)
- Ed Emshwiller
- Guy Fihman
- Hollis Frampton
- Robert Frank
- Philippe Garrel
- Ernie Gehr
- Jean Genet
- Barry Gerson
- Larry Gottheim (de)
- Marcel Hanoun
- Wilhelm Hein et Birgit Hein
- Takahiko Iimura
- Isidore Isou
- Joris Ivens
- Ken Jacobs
- Dimitri Kirsanoff
- Kurt Kren
- Vlado Kristl
- Peter Kubelka
- George Kuchar
- Mike Kuchar (en)
- Ahmet Kut
- George Landow (en)
- Fernand Léger
- Malcolm Le Grice
- Maurice Lemaître
- Alfredo Leonardi (de)
- Alfred Leslie (en)
- Auguste et Louis Lumière
- Len Lye
- Babette Mangolte
- Giovanni Martedi
- Jonas Mekas
- Marie Menken
- Jacques Monory
- Werner Nekes
- Robert Nelson
- Dore O
- Sidney Peterson (en)
- Jean-Christophe Pigozzi
- Antonietta Pizzorno
- Yvonne Rainer
- Man Ray
- Martial Raysse
- Georges Rey
- Ron Rice (en)
- Hans Richter
- Jurgen Roos
- Dieter Roth
- Pierre Rovere
- Walter Ruttmann
- Paul Sharits
- Harry Smith
- Jack Smith
- Michael Snow
- Warren Sonbert (en)
- Stan Vanderbeek
- Dziga Vertov
- Jean Vigo
- Andy Warhol
- James Whitney
- Joyce Wieland
- Franz Zwartjes